# センポクカンポク
センポクカンポクは、越中国の東礪波郡利賀村（現・富山県南砺市）に伝わる妖怪。
大きなヒキガエルのような体と、人間のような顔を持つ。家に死人が出ると、死んだ者の掛けむしろのもとに現れ、死後から1週間経つと大戸の外に出て番をする。3週間の間はその家にいるが、4週間経つと死者の霊を導いて墓場へと行く。死者の霊魂の番をし、その道案内をする役目を持つ者と考えられている。南砺市付近では、子供向けの昔話によくセンポクカンポクが登場したという。
この地方では大きなカエルのことをカサゴットの神、またはテンテンゴットの神と呼び、人が死に瀕しているときに名を呼ぶと、この神の妖術によって助かるという言い伝えもある。カサやテンテンは疣や瘡などの出来物を意味するらしく、ゴットはカエル（特に蝦蟇）を意味する方言である。
また、氷見郡では、立山に登ろうとすると大きな蝦蟇が手を繋ぎ道を遮るという言い伝えがあり、立山は死者が集まるとされたので、これも霊と蝦蟇の結びつきが強いことを示していると考えられている。